# Республиканский фестиваль национальных культур
Республиканский фестиваль национальных культур — фестиваль, который проводится раз в два года в Гродно (Белоруссия) и в котором принимает участие до 140 национальностей.

## История
В 1997 году прошёл I Республиканский фестиваль национальных культур. 26-27 мая в фестивале приняло участие 12 национальных культурно-просветительских объединений — украинцы, русские, поляки, евреи, татары, армяне, молдаване, литовцы, азербайджанцы, корейцы, немцы. Также была делегация из французского города-побратима Лиможа.
Следующий, II Республиканский фестиваль национальных культур, прошёл в 1998 году, совпав с празднованием 870-летнего юбилея Гродно и 600-летнего поселения татар на территории Беларуси. В фестивале участвовало 26 творческих коллективов, которые представляли 15 национально-культурных общественных организаций.
III Республиканский фестиваль национальных культур получил статус «Всебелорусский». В рамках фестиваля прошли 9 фестивалей польской песни, 5 — искусства украинцев Беларуси, 4 — еврейской культуры. Жюри фестиваля возглавлял народный артист Республики Беларусь, лауреат Государственной премии Михаил Дриневский. Был заложен сквер «Дружба».
17 февраля 2001 года стартовал в Минске IV Республиканский фестиваль национальных культур, а в июне 2002 года прошёл заключительные мероприятия: праздник танца «В хороводе друзей», праздник поэзии, праздник «Мода без границ», молодёжная программа «Ритмы разных народов».
V Республиканский фестиваль национальных культур проходил согласно Постановлению Совета Министров Республики Беларусь. Оргкомитет возглавлял премьер-министр Республики Беларусь Сергей Сидорский. На региональных этапах фестиваля участники представляли 66 населенных пунктов — 38 городов и 28 деревень. На фестивале в Гродно выступали такие коллективы, как Государственный народный хор имени Цитовича, Государственный ансамбль «Песняры», Варшавский духовой оркестр и ансамбль песни, музыки и танца «Белые Росы».
Во время VI Республиканского фестиваля национальных культур, посвященного 60-летию победы СССР во Второй мировой войне, был подписан Договор о сотрудничестве между «Домом народов России» Общероссийской общественной организацией «Ассамблея народов России» Российской Федерации и Государственным учреждением «Республиканский центр национальных культур» Министерства культуры Республики Беларусь. К празднованию фестиваля присоединились международное общественное объединение «Белорусско-палестинская община», объединение казахов «Аль-Мекен», любительское объединение «Хоровод». В программе фестиваля насчитывалось 46 мероприятий.
По центральной улице в Гродно, во время VII Республиканского фестиваля национальных культур, прошли 57 групп, объединяющие людей 27 национальностей. В шествии участвовали белорусские болгары, индусы, палестинцы, кабардинцы, балкарцы и др. За время проведения фестиваля в Гродно было проведено 38 мероприятий. В фестивале насчитывалось 27 национальных подворьев.
Представитель УВКБ ООН в Беларуси Шоле Сафави, у которого была отдельная экспозиция, так оценил VIII Республиканский фестиваль национальных культур:

Беларусь должна гордиться тем, что она стала родным домом для многих культур и национальностей. Для меня большая честь работать на благо беженцев и эмигрантов в вашей стране— Шоле Сафави